# Jordan Schnitzer Művészeti Múzeum
A Jordan Schnitzer Művészeti Múzeum (angolul: Jordan Schnitzer Museum of Art, JSMA) az Oregoni Egyetem múzeuma az Amerikai Egyesült Államok Oregon államának Eugene városában. Az Amerikai Múzeumszövetség által akkreditált létesítmény tervezője Ellis F. Lawrence.
Egy-egy telephelye található a Portlandi Állami Egyetemen és a Washingtoni Állami Egyetemen is.

## Története
A múzeum 1933-ban nyílt meg a Gertrude Bass Warner által adományozott, 3700 elemű keleti tematikájú gyűjtemény kiállítására. Warner az 1920-as évektől támogatta a tárgyi kulturális oktatás Eugene-ba költöztetését. A korábban a Gerlinger épületben kiállított gyűjtemény első igazgatója Warner lett.
2002 és 2005 között a múzeumot kibővítették és felvette a felújítást szponzoráló Jordan Schnitzer nevét.

## Tevékenysége
A múzeum támogatja az Oregoni Egyetem oktatási tevékenységét, emellett történelmi és kortárs műveket állít ki.

## Kiállításai
Gyűjteményében kínai, japán, koreai, amerikai és kubai művek találhatók meg, köztük a kubai Alberto Korda fotói. Különgyűjteményei a térség kulturális életét (például a Black Lives Matter tevékenységét) mutatják be.

## Feliratai
A nyugati homlokzaton A példabeszédek könyve, valamint Platón és Lao-ce egy-egy idézete olvasható. A sarokkövön A zsoltárok könyve egyik versszaka látható.

## Fordítás
- Ez a szócikk részben vagy egészben  a   Jordan Schnitzer Museum of Art című angol Wikipédia-szócikk ezen változatának fordításán alapul.  Az eredeti cikk szerkesztőit annak laptörténete sorolja fel. Ez a jelzés csupán a megfogalmazás eredetét és a szerzői jogokat jelzi, nem szolgál a cikkben szereplő információk forrásmegjelöléseként.